# Amselina kasyi
Amselina kasyi is een vlinder uit de familie dominomotten (Autostichidae). De wetenschappelijke naam is, als Eremica kasyi, voor het eerst geldig gepubliceerd in 1961 door Gozmany.
Deze vlinder komt voor in Europa.

## Andere combinaties
- Eremica kasyi Gozmany, 1961
- Eremicamima kasyi (Gozmany, 1961)